# Elisabeth Amort
Elisabeth Amort (* 18. Februar 1924 in Berchtesgaden; † 13. Januar 2018  in Bischofswiesen) war eine deutsche Journalistin und Buchautorin.

## Leben und Wirken
Elisabeth Amort entstammte einem seinerzeit in Berchtesgaden bekannten Bauunternehmen. Nach dem Besuch der Volksschule und des Realgymnasiums in Berchtesgaden ließ Amort sich an einer Handelsschule in München und einer Fremdsprachenschule in Leipzig zur Sekretärin ausbilden. Der Reichsarbeits- und anschließende Kriegshilfsdienst mit Dienstverpflichtungen während des Zweiten Weltkrieges unterbrachen ihre berufliche Laufbahn.
Nach Kriegsende nahm sie in München privaten Schauspielunterricht und ging nach ihrer bestandenen Abschlussprüfung mit dem Berchtesgadener Bauerntheater in Deutschland und Südwestafrika auf Theatertourneen. Hiervon berichtete sie ab den 1950er Jahren für den Berchtesgadener Anzeiger und setzte damit den Beginn einer freiberuflichen Journalistin, die über Jahrzehnte für das Blatt Reportagen, Interviews und Erzählungen fertigte. Für mehrere Rundfunkanstalten veröffentlichte sie zudem Erzählungen und Märchen (u. a. im Bayerischen Rundfunk die beliebte Reihe Das Betthupferl), die dann auch im Münchner Merkur und der Altbayerischen Heimatpost abgedruckt sowie in Sammelbänden auch als Bücher verlegt wurden.
Zeitlebens sehr aktiv und reisefreudig, konnte sie sich in ihren letzten fünf Lebensjahren nicht mehr selbst versorgen und zog in das Alters- und Pflegeheim der „Lebenswelt Insula“ im Bischofswiesener Ortsteil Strub, wo sie am 13. Januar 2018 verstarb.
Bestattet wurde Elisabeth Amort am 26. Januar 2018 in der Grabstätte ihrer Mutter auf dem Salzburger Kommunalfriedhof.

## Bibliografie

### Prosa
- Die Familienblamage. Erzählung. Selbstpublikation im Karin Fischer Verlag, Aachen 2005. ISBN 978-3-89514-498-1

### Kinder- und Jugendliteratur
- Neuer Märchenschatz. Mit 80 farb. Illustrationen von Herbert Thiele. Neuer Jugendschriften-Verlag, Hannover 1968; 2. Aufl. Weichert Verlag, Hannover 1970.
- Das Zauberspiegelchen – was David auf dem Mond erlebte. Neuer Jugendschriften-Verlag, Hannover 1971
- Uifala und andere Märchen. Berchtesgadener Anzeiger, Berchtesgaden 1999. ISBN 3-925647-24-4.